# Нескойпстадур
Нескойпстадур (ісл. Neskaupstaður) — місто на крайньому сході Ісландії, що розташоване над фйордом Нордфйордур у регіоні Аустурланд, входить до складу муніципалітету Ф'ярдабіггд. Нескаупстадур — третє за величиною місто східного регіону. 
Місто спочатку було побудоване на фермі під назвою "Нес", яку заселив Егіл Рауді ("червоний"). Місто отримало прізвисько «маленька Москва» у 20 столітті через його сильний соціалістичний фон.

## Історія
До 1949 року до міста можна було дістатися лише на човні. Потім його з’єднали через односмуговий тунель довжиною 626 метрів, який проходив через гори Оддскард під назвою Oddskarðsgöng. Oddskarðsgöng був побудований у 1974-1977 роках на висоті 632 метри над рівнем моря. Oddskarđsgöng зараз закрито. Зараз місто з’єднане новим 7,542-метровим 2-смуговим тунелем під назвою Norðfjarðargöng, який був побудований у 2013-2017 роках.
Будівництво алюмінієвого заводу та нової гідроелектростанції у Східній Ісландії у 2003 році пожвавило місцеву економіку.
Приєднався до Ескіфйордур і Рейдарфйордур у 1998 році, щоб сформувати новий муніципалітет Ф'ярдабіггд («поселення фіордів»).

## Музей
Будинок-музей (Safnahúsið), розташований у центрі міста (Egilsbraut 2), містить під одним дахом художню галерею, музей природознавства та морський музей. Художня галерея демонструє низку картин Триггві Олафссона – одного з найвідоміших сучасних художників Ісландії. Музей природної історії містить цікаву колекцію ісландських ссавців, молюсків, птахів, комах і каменів. У морському музеї зберігається ряд оздоблення та старого обладнання, пов’язаного з човнами, від родини Йосафата Хінрікссона. Цікавою частиною музею є також маленька копія майстерні Йосафата. Будинок-музей працює з 13:00 до 17:00 протягом 1 червня та 31 серпня[уточнити].